# Plebejus icarius
Plebejus icarius är en fjärilsart som beskrevs av Eugen Johann Christoph Esper 1793. Plebejus icarius ingår i släktet Plebejus och familjen juvelvingar. Inga underarter finns listade i Catalogue of Life.